# Jacqueline Cator
Jacqueline Cator, née le 8 novembre 1934 à Paris 9e et morte le 3 août 2021 à Paris 13e,, est une ancienne internationale française de basket-ball.

## Biographie
Jacqueline Cator, surnommée Yako, a joué au Paris Université Club de 1963 à 1966. Jouant le plus souvent avec sa sœur jumelle Madeline Cator (1934-2004), elle a été sélectionnée 91 fois en équipe de France de basket-ball entre 1953 et 1966. 
Elle a participé au Championnat du monde 1964, ainsi qu'à trois Championnats d'Europe.
Elle a ensuite été Conseillère Technique Régionale à la Ligue Île-de-France, de 1966 à 1999.

## Club
- Paris Université Club